# 我的猫洛基

我的猫洛基（1）封面

我的猫洛基（My Cat Loki）是美国的漫画。英文版由TOKYOPOP发行，日文版由雅虎漫画发行。目前共出版2卷。第1卷于2006年7月11日出版。作者是Bettina M. Kurkoski。